# Maria Caruso
Maria Caruso, detta Mariella (Catania, 18 febbraio 1958), è un'ex calciatrice italiana, di ruolo difensore.
Ha giocato in Serie A con Catania e Gravina.

## Palmarès
- Campionato italiano: 1

Jolly Catania: 1978